# Финиково
Финиково — деревня в Самойловском сельском поселении Бокситогорского района Ленинградской области.

## История
ФИНЮКОВО (ФИНИКОВО) — деревня Лемутровского общества, прихода Озерского погоста. Озеро Озёрское.

Крестьянских дворов — 12. Строений — 14, в том числе жилых — 13. Жители занимаются рубкой, возкой и сплавом леса.

Число жителей по семейным спискам 1879 г.: 23 м. п., 34 ж. п.; по приходским сведениям 1879 г.: 26 м. п., 31 ж. п.

В конце XIX — начале XX века деревня административно относилась к Деревской волости 5-го земского участка 3-го стана Тихвинского уезда Новгородской губернии.

ФИНИКОВО (ФИНЮКОВО) — деревня Лемутровского общества, число дворов — 16, число домов — 21, число жителей: 42 м. п., 45 ж. п.; Занятия жителей: земледелие, отхожие промыслы. Озеро Озерское. (1910 год)

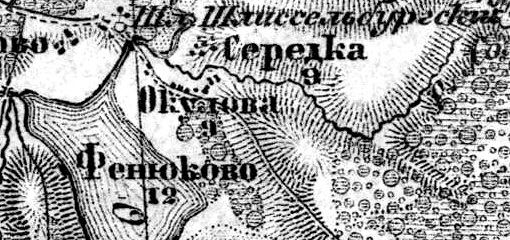
Деревня Финиково на карте 1917 года

Согласно военно-топографической карте Новгородской губернии издания 1917 года, деревня называлась Фенюково и насчитывала 12 крестьянских дворов. Деревня находилась в месте впадения в реку Верховская ручьёв Чёрного и Чёртова.
По данным 1933 года деревня называлась Фаниково и входила в состав Окуловского сельсовета Ефимовского района.
По данным 1966 и 1973 годов деревня Финиково входила в состав Окуловского сельсовета Бокситогорского района.
По данным 1990 года деревня Финиково входила в состав Самойловского сельсовета.
В 1997 году в деревне Финиково Самойловской волости проживали 8 человек, в 2002 году — 7 человек (все русские).
В 2007 году в деревне Финиково Самойловского СП проживали 5 человек, в 2010 году — 2.

## География
Деревня расположена в северо-западной части района на автодороге 41К-035 (Большой Двор — Самойлово).
Расстояние до административного центра поселения — 15 км.
Расстояние до ближайшей железнодорожной станции Пикалёво на линии Волховстрой I — Вологда — 20 км. 
Деревня находится на южном берегу Озерского озера, разлива реки Тихвинки.

## Демография
| 1997 | 2002 | 2007 | 2010 | 2017 |
| ---- | ---- | ---- | ---- | ---- |
| 8    | ↘7   | ↘5   | ↘2   | ↘1   |